# Sékouba Fatako
Pour les articles homonymes, voir Fatako (homonymie).
Sékouba Fatako, né en 1961 sous-kono à Fatako et mort le 10 juillet 2011 à Conakry, est un chanteur guinéen,.

## Biographie

### Enfance, éducation et débuts
Sékouba Fatako nait en 1961 sous-kono dans la commune rurale de Fatako à Tougué, il est le fils de Djely Tibabou Kouyaté et Ngan Mbalou Fatako. Venue de Tougué grâce aux hirdè djama (veillées populaires) au clair de lune, mêlant humour, amour et provocation, il crée de la place chez les jeunes et vieux avec son titre Sa Yata yètô.
En 1998, Justin Morel Junior et Ousmane Télimélé Bah à la recherche de jeunes talents dans le Fouta Djallon font appel à Sékouba Fatako qui vient à Conakry avec sa maquette et ses idées.
Après auditions et discussions, il signe un contrat. À la suite de cet engagement, l'artiste sort le titre Sa yata yéto qui deviendra l'éponyme de l’album.

## Prix et reconnaissances
- 2020 : Trophées d'excellence à titre posthume lors des Victoires de la musique guinéenne.

## Vie privée
Père de l'artiste Habib Fatako, auteur de l'album Fow Fotali,.